# Судженка (Дачно-Троицкое сельское поселение)
Судженка — посёлок железнодорожной станции в Яйском районе Кемеровской области России. Административный центр Дачно-Троицкого сельского поселения.

## География
Посёлок находится в северной части области, вблизи истока реки Чиндат (приток реки Яя), на расстоянии примерно 14 километров (по прямой) к юго-западу от районного центра посёлка городского типа Яя. Абсолютная высота — 245 метров над уровнем моря.
Часовой пояс
Посёлок Судженка, как и вся Кемеровская область, находится в часовой зоне МСК+4. Смещение применяемого времени относительно UTC составляет +7:00.

## История
Населённый пункт при станции был основан в 1894 году. По данным 1926 года имелось 63 хозяйства и проживало 218 человек (в основном — русские). Функционировала школа I ступени.
В административном отношении населённый пункт входил в состав Судженского сельсовета Судженского района Томского округа Сибирского края.

## Население
| 2010 |
| ---- |
| 596  |

Половой состав
По данным Всероссийской переписи населения 2010 года в гендерной структуре населения мужчины составляли 48 %, женщины — соответственно 52 %.
Национальный состав
Согласно результатам переписи 2002 года, в национальной структуре населения русские составляли 96 % из 749 чел.

## Улицы
Уличная сеть посёлка состоит из 9 улиц и 3 переулков.